# Rudel Calero
Rudel Calero Nicaragua, né le 20 décembre 1982 à Bluefields au Nicaragua, est un footballeur international nicaraguayen, qui évolue au poste d'attaquant. 
Il compte 26 sélections et 4 buts en équipe nationale entre 2001 et 2011. Il joue actuellement pour le club nicaraguayen du Real Estelí.

## Biographie

### Carrière de joueur
Avec le club du Real Estelí, il joue plusieurs matchs en Ligue des champions de la CONCACAF.

### Carrière internationale
Rudel Calero est convoqué pour la première fois par le sélectionneur national Mauricio Cruz pour un match amical contre le Belize en avril 2001. Par la suite, le 26 avril 2001, il inscrit son premier but en sélection contre le Belize, lors d'un match amical (défaite 2-1). Il reçoit sa dernière sélection le 21 janvier 2011 contre le Guatemala (défaite 2-1). 
Il dispute une Gold Cup en 2009. Il participe également à quatre Coupes UNCAF en 2001, 2003, 2005 et 2011.
Il compte 26 sélections et 4 buts avec l'équipe du Nicaragua entre 2001 et 2011. 

## Statistiques

### Buts en sélection
Le tableau suivant liste les résultats de tous les buts inscrits par Rudel Calero avec l'équipe du Nicaragua.